# Louise Sutherland
Louise Sutherland (11 de junho de 1926, Dunedin - 24 de dezembro de 1994) foi uma ciclista neo-zelandesa.

## História
Ela era a mais velha de cinco irmãs. Na idade de 19, tendo crescido com a bicicleta como principal meio de transporte, ela se mudou para Hospital Oamaru para cursar quatro anos de formação em enfermagem. Para visitar seus pais em Dunedin,ela pedalava durante 7 horas, percorrendo 100 km;  este foi o início de seu gosto por aventuras com ciclismo de longa distância.
Em 1945, os Otago Daily Times relatou que Louise Sutherland tinha completado um passeio de 700 km de Dunedin a Invercargill para visitar um tio e também voltara pedalando, apesar de ser o início de um forte inverno na região. Com a idade de 21 anos, Louise Sutherland estava fazendo viagens de bicicleta regulares, como o roteiro de 6 dias 'Mount Cook trip'.
Em 1949, trabalhando como enfermeira em Londres, Louise realizou o circuito Land's End, Cornwall. No entanto, essa viagem foi só a inspiração para uma viagem muito maior e mais pela Europa e na Índia. Tudo isso foi feito com uma bicicleta comprada em um bazar por £2.10. Mais tarde, suas bicicletas foram patrocinadas Raleigh (1950 e 1960) e, em seguida, Peugeot (1970).
Em 1978, aos 52 anos,apesar de ainda saber relativamente pouco sobre mecânica de bicicletas, não sabia ao menos consertar um pneu furado, Louise Sutherland partiu sozinha em uma viagem de 4,400 km pela Transamazônica. O roteiro auto-planejado era muito mais duro do que qualquer Tour de France, algo que muitos consideravam "impossível!" Especialmente  se considerarmos que grande parte da Rodovia Transamazônica havia sido recentemente construída. Ela foi a primeira pessoa a percorrer a rota e escreveu um livro sobre sua viagem, apropriadamente intitulado, The Impossible Ride (Amazônia, A Viagem Quase Impossível, na versão brasileira)..
Em sua vida Louise Sutherland pedalou mais de 60 000 km através de 54 países. Durante suas viagens de bicicleta e da carreira de enfermagem, Louise Sutherland demonstrou uma crença no melhor da natureza humana, especialmente dos povos indígenas que ela conheceu. Ela passou muitos anos levantando dinheiro para a assistência médica das pessoas que vivem na Floresta Amazônica e esses esforços foram reconhecidos oficialmente. Em 1991, Louise Sutherland tornou-se o primeiro estrangeiro a receber o Prêmio Golden Fish por serviços prestados ao Brasil e, em 1993, o Governador Geral da Nova Zelândia concedeu-lhe a Medalha de Serviço da Rainha por seus esforços na obtenção de ajuda para as pessoas no Peru e no Brasil.
Louise Sutherland morreu inesperadamente de um aneurisma cerebral na véspera do Natal de 1994, com a idade de 68 anos.